# Mantis dilaticollis
Mantis dilaticollis är en bönsyrseart som beskrevs av Johannes von Nepomuk Franz Xaver Gistel 1856. Mantis dilaticollis ingår i släktet Mantis och familjen Mantidae. Inga underarter finns listade i Catalogue of Life.